# Бунакен
Бунаке́н (индон. Bunaken) — остров в Индонезии. Находится в акватории Тихого океана, в заливе Манадо. Остров расположен севернее острова Сулавеси. Является частью города Манадо. Сообщение с городом — по морю на лодках и катерах. Около острова есть 20 мест для дайвинга и морской парк.
Подводный национальный парк Бунакен включает острова Бунакен, Манадо Туа, Силаден, Монтехаге и Наин на площади 750 км². Воды Национального морского парка Бунакен в заливе Манадо достигают глубины 1566 м с температурой от 27 °C до 29 °C. Там обитают кораллы, рыбы, иглокожие и губки. Примечательно, что 7 из 8 видов гигантских моллюсков, встречающихся в мире, встречаются в Бунакене. Считается, что там в семь раз больше родов кораллов, чем на Гавайских островах, и насчитывается более 70 % всех известных видов рыб Индо-Западной части Тихого океана.
Морской парк Бунакен отличается высоким уровнем биоразнообразия. Северо-восточные океанические течения обычно проходят через парк, но считается, что встречные течения, связанные с лунными циклами, являются «ловушкой» для свободно плавающих личинок. Это особенно верно в отношении южной стороны острова Бунакен в форме полумесяца, расположенного в самом центре парка.
Места для дайвинга ограничены каждым из пляжей, окружающих пять островов парка. В морском парке Бунакен 20 мест для дайвинга с различной глубиной до 1344 метров, 12 точек для дайвинга расположены вокруг острова Бунакен. Эти двенадцать точек погружения наиболее часто посещаются дайверами и любителями красоты подводных пейзажей. Коралловые «стены» привлекают рыб и туристов.